# Hibbertia potentilliflora
Hibbertia potentilliflora är en tvåhjärtbladig växtart som beskrevs av F. Müll. och George Bentham. Hibbertia potentilliflora ingår i släktet Hibbertia och familjen Dilleniaceae. Inga underarter finns listade i Catalogue of Life.